# Південно-Східний залізничний ВТТ
Південно-Східний залізничний ВТТ (рос. ЮГО-ВОСТОЧНЫЙ ИТЛ)- підрозділ, що діяв в структурі Головного управління виправно-трудових таборів Народного комісаріату внутрішніх справ СРСР (ГУЛАГ НКВД).
Південно-східний залізничний ВТТ виділений в самостійний підрозділ у структурі НКВС в 1938 році на базі розформованого в тому ж році БАМЛАГу. Управління Південно-східного залізничного ВТТ розташовувалося на станції Волочаївка Далекосхідної залізниці (нині Єврейська автономна область). В оперативному командуванні він підпорядковувався Управлінню залізничного будівництва Далекосхідного головного управленіянія виправно-трудових таборів НКВД (УЖДС ДВ ГУЛАГ).
Південно-Східний залізничний ВТТ розформований в 1940 році, його табори і виробничі потужності передані Нижньо-амурському виправно-трудовому табору.
Основним видом виробничої діяльності ув'язнених було залізничне будівництво на ділянці Волочаївка — Комсомольськ-на-Амурі і Біробіджан — Ленінське.